# بيكوفو (مقاطعة فولغوغراد)
بيكوفو (بالروسية: Быково) هي مدينة في مقاطعة فولغوغراد أوبلاست في روسيا. يبلغ عدد سكانها حوالي 8337 نسمة.